# Estação central de Zurique
A Estação central de Zurique  (em alemão:  Zürich Hauptbahnhof) que se encontra na cidade do mesmo nome, Zurique, é a maior estação ferroviária da Suíça, e assim um nó ferroviário importante dos Caminhos de Ferro Federais (CFF) tanto em relação aos RER como também para os InterRegional (IR), e a nível internacional com os InterCity (IC) e o TGV com a Alemanha, Áustria, França e Itália. 

## Características
A estação é composta por 14 cais com 28 vias e das quais 12 são reservadas ás correspondências locais e integionais, tipo RER ou IC 16 se destinam ao tráfico internacional como o ICE, o TGV ou o Cisalpino, o que equivale a 2 915 comboios diários para cerca de  350 000 passageiros .

## História
A primeira gare suíça foi aberta em 1844 no final da linha internacional Strasbourg-Saint-Louis-Bâle. A Estação central de Zurique é assim a segunda visto ter sido inaugurada em 1847 conjuntamente com a de Baden na Spanischbrötli-Bahn . Curiosamente  é a partir desta estação que é marcado o quilómetro zero dos CFF.
A estação começou a ser construída em 1871 e para a exposição nacional de 1939 foram prolongados os cais, construído o hall transversal e aumentada cinco cais. Foi em 1990 se foi construída a parte subterrânea, para as ligações regionais assim como para o comercio, a chamada Railcity com 120 lojas.